# Alex Ross Perry
Alex Ross Perry (Bryn Mawr, 14 de julio de 1984) es un director de cine, actor, guionista y editor estadounidense.

## Carrera
La primera película de Perry, Impolex, se estrenó en 2009. Con un presupuesto de apenas 15000 dólares, la película es una comedia  inspirada en la novela de Thomas Pynchon Gravity's Rainbow. Fue estrenada teatralmente en 2011.
El segundo largometraje de Perry, The Color Wheel, se estrenó en festivales en 2011. La película, una comedia de humor negro influenciada por la obra de Philip Roth, fue coescrita por Perry con Carlen Altman; los dos también interpretaron los papeles principales en la película. Fue nombrada la mejor película no distribuida de 2011 por las encuestas de los portales Indiewire y Village Voice y se ubicó en la posición n.º 12 en una encuesta similar realizada por Film Comment. Fue estrenada teatralmente el 18 de mayo de 2012.
Su siguiente película, una comedia titulada Listen Up Philip, se estrenó en el Festival de Cine de Sundance en 2014. En 2015 se estrenó el cuarto esfuerzo como director de Perry, Queen of Earth, protagonizada por Elisabeth Moss, Katherine Waterston, Patrick Fugit, Kentucker Audley y Kate Lyn Sheil. Tuvo su estreno mundial en el Festival de Cine de Berlín el 7 de febrero de 2015. En abril del mismo año, Disney contrató a Perry para escribir una adaptación de acción en vivo de la franquicia de Winnie the Pooh, que tuvo su estreno mundial el 30 de julio de 2018 con el título Christopher Robin.
En abril de 2023, tuvo la dirección del vídeo musical del cover Jesús He Knows Me de Phil Collins realizado por la banda de metal Ghost (banda)

## Filmografía
| Año  | Nombre                     | Director | Guionista | Productor | Editor | Actor | Pael                   |
| ---- | -------------------------- | -------- | --------- | --------- | ------ | ----- | ---------------------- |
| 2009 | Impolex                    | Sí       | Sí        | Sí        | Sí     |       |                        |
| 2010 | Tiny Furniture             |          |           |           |        | Sí    | Amigo de Ashlynn       |
| 2011 | The Color Wheel            | Sí       | Sí        | Sí        | Sí     | Sí    | Colin                  |
| 2011 | Happy Life                 |          |           |           |        | Sí    | Donald                 |
| 2011 | The Green                  |          |           |           |        | Sí    |                        |
| 2012 | Somebody Up There Likes Me |          |           |           |        | Sí    | Cliente                |
| 2013 | The Sixth Year             | Sí       | Sí        |           | Sí     |       |                        |
| 2014 | Listen Up Philip           | Sí       | Sí        |           |        |       |                        |
| 2015 | 7 Chinese Brothers         |          |           |           |        | Sí    |                        |
| 2015 | Queen of Earth             | Sí       | Sí        | Sí        |        |       |                        |
| 2015 | Devil Town                 |          |           |           |        | Sí    | Detective Ira Goldberg |
| 2016 | Joshy                      |          |           |           |        | Sí    | Adam                   |
| 2017 | Golden Exits               | Sí       | Sí        | Sí        |        |       |                        |
| 2018 | Nostalgia                  |          | Sí        | Sí        |        |       |                        |
| 2018 | Christopher Robin          |          | Sí        |           |        |       |                        |
| 2019 | Her Smell                  | Sí       | Sí        | Sí        |        |       |                        |
| 2024 | Ghost: Rite Here Rite Now  | Sí       |           |           |        |       |                        |